# Lední hokej na Zimních olympijských hrách 1998 – soupiska muži
Mužského turnaje v ledním hokeji na Zimních olympijských hrách 1998 se zúčastnilo celkem 14 národních týmů. Hrál se od 7. do 22. února v japonském Naganu.

## Medailisté

### Soupiska Česka
| Česká hokejová reprezentace | Česká hokejová reprezentace | Česká hokejová reprezentace |
| Post                        | Hráč                        | Klub                        |
| --------------------------- | --------------------------- | --------------------------- |
| Brankáři                    | Dominik Hašek               | Buffalo Sabres              |
|                             | Milan Hnilička              | HC Sparta Praha             |
|                             | Roman Čechmánek             | HC Slovnaft Vsetín          |
| Obránci                     | František Kučera            | HC Sparta Praha             |
|                             | Libor Procházka             | AIK Stockholm               |
|                             | Jaroslav Špaček             | Färjestad BK                |
|                             | Petr Svoboda                | Philadelphia Flyers         |
|                             | Richard Šmehlík             | Buffalo Sabres              |
|                             | Roman Hamrlík               | Edmonton Oilers             |
|                             | Jiří Šlégr                  | Pittsburgh Penguins         |
| Útočníci                    | Pavel Patera                | AIK Stockholm               |
|                             | Robert Lang                 | Pittsburgh Penguins         |
|                             | Jan Čaloun                  | HIFK Hockey                 |
|                             | Martin Procházka            | Toronto Maple Leafs         |
|                             | Robert Reichel              | New York Islanders          |
|                             | David Moravec               | HC Vítkovice                |
|                             | Milan Hejduk                | HC IPB Pojišťovna Pardubice |
|                             | Martin Ručinský             | Montreal Canadiens          |
|                             | Martin Straka               | Pittsburgh Penguins         |
|                             | Jiří Dopita                 | HC Slovnaft Vsetín          |
|                             | Josef Beránek               | HC Slovnaft Vsetín          |
|                             | Jaromír Jágr                | Pittsburgh Penguins         |
|                             | Vladimír Růžička            | HC Slavia Praha             |

- Trenéři Ivan Hlinka, Slavomír Lener, Vladimír Martinec

### Soupiska Ruska
| Ruská hokejová reprezentace | Ruská hokejová reprezentace | Ruská hokejová reprezentace  |
| Post                        | Hráč                        | Klub                         |
| --------------------------- | --------------------------- | ---------------------------- |
| Brankáři                    | Michail Štalenkov           | Anaheim Mighty Ducks         |
|                             | Oleg Ševcov                 | Severstal Čerepovec          |
|                             | Andrej Trefilov             | Chicago Blackhawks           |
| Obránci                     | Boris Mironov               | Edmonton Oilers              |
|                             | Darjus Kasparajtis          | Pittsburgh Penguins          |
|                             | Dmitrij Mironov             | Anaheim Mighty Ducks         |
|                             | Alexej Gusarov              | Colorado Avalanche           |
|                             | Sergej Gončar               | Washington Capitals          |
|                             | Igor Kravčuk                | Ottawa Senators              |
|                             | Dmitrij Juškevič            | Toronto Maple Leafs          |
|                             | Alexej Žitnik               | Buffalo Sabres               |
| Útočníci                    | Pavel Bure                  | Vancouver Canucks            |
|                             | Alexej Žamnov               | Chicago Blackhawks           |
|                             | Valerij Kamenskij           | Colorado Avalanche           |
|                             | Andrej Kovalenko            | Edmonton Oilers              |
|                             | Alexej Jašin                | Ottawa Senators              |
|                             | Sergej Fjodorov             | V době olympiády bez angažmá |
|                             | Sergej Krivokrasov          | Chicago Blackhawks           |
|                             | Sergej Němčinov             | New York Islanders           |
|                             | Valerij Bure                | Calgary Flames               |
|                             | Alexej Morozov              | Pittsburgh Penguins          |
|                             | German Titov                | Calgary Flames               |
|                             | Valerij Zelepukin           | Edmonton Oilers              |

- Trenéři Vladimir Jurzinov, Zinetula Biljaletdinov, Pjotr Vorobjov

### Soupiska Finska
| Finská hokejová reprezentace | Finská hokejová reprezentace | Finská hokejová reprezentace |
| Post                         | Hráč                         | Klub                         |
| ---------------------------- | ---------------------------- | ---------------------------- |
| Brankáři                     | Jarmo Myllys                 | Luleå HF                     |
|                              | Jukka Tammi                  | Frankfurt Lions              |
|                              | Ari Sulander                 | Jokerit                      |
| Obránci                      | Aki Berg                     | Los Angeles Kings            |
|                              | Janne Niinimaa               | Philadelphia Flyers          |
|                              | Kimmo Timonen                | HIFK Hockey                  |
|                              | Tuomas Grönman               | Pittsburgh Penguins          |
|                              | Janne Laukkanen              | Ottawa Senators              |
|                              | Teppo Numminen               | Phoenix Coyotes              |
|                              | Jyrki Lumme                  | Vancouver Canucks            |
| Útočníci                     | Saku Koivu                   | Montreal Canadiens           |
|                              | Juha Lind                    | Dallas Stars                 |
|                              | Sami Kapanen                 | Carolina Hurricanes          |
|                              | Jere Lehtinen                | Dallas Stars                 |
|                              | Ville Peltonen               | Frölunda HC                  |
|                              | Kimmo Rintanen               | TPS Turku                    |
|                              | Juha Ylönen                  | Phoenix Coyotes              |
|                              | Teemu Selänne                | Anaheim Mighty Ducks         |
|                              | Antti Törmänen               | Jokerit                      |
|                              | Mika Nieminen                | Jokerit                      |
|                              | Jari Kurri                   | Colorado Avalanche           |
|                              | Raimo Helminen               | Ilves Tampere                |
|                              | Esa Tikkanen                 | Florida Panthers             |

- Trenéři Hannu Aravirta, Jari Kaarela, Esko Nokelainen

## Ostatní

### Soupiska Kanady
| 4. Kanadská hokejová reprezentace | 4. Kanadská hokejová reprezentace | 4. Kanadská hokejová reprezentace |
| Post                              | Hráč                              | Klub                              |
| --------------------------------- | --------------------------------- | --------------------------------- |
| Brankáři                          | Patrick Roy                       | Colorado Avalanche                |
|                                   | Martin Brodeur                    | New Jersey Devils                 |
|                                   | Curtis Joseph                     | Edmonton Oilers                   |
| Obránci                           | Adam Foote                        | Colorado Avalanche                |
|                                   | Chris Pronger                     | St. Louis Blues                   |
|                                   | Ray Bourque                       | Boston Bruins                     |
|                                   | Rob Blake                         | Los Angeles Kings                 |
|                                   | Scott Stevens                     | New Jersey Devils                 |
|                                   | Al MacInnis                       | St. Louis Blues                   |
|                                   | Éric Desjardins                   | Philadelphia Flyers               |
| Útočníci                          | Shayne Corson                     | Montreal Canadiens                |
|                                   | Eric Lindros                      | Philadelphia Flyers               |
|                                   | Rod Brind'Amour                   | Philadelphia Flyers               |
|                                   | Mark Recchi                       | Montreal Canadiens                |
|                                   | Trevor Linden                     | New York Islanders                |
|                                   | Keith Primeau                     | Carolina Hurricanes               |
|                                   | Rob Zamuner                       | Tampa Bay Lightning               |
|                                   | Joe Nieuwendyk                    | Dallas Stars                      |
|                                   | Theoren Fleury                    | Calgary Flames                    |
|                                   | Steve Yzerman                     | Detroit Red Wings                 |
|                                   | Brendan Shanahan                  | Detroit Red Wings                 |
|                                   | Wayne Gretzky                     | New York Rangers                  |
|                                   | Joe Sakic                         | Colorado Avalanche                |

- Trenéři Marc Crawford, Wayne Cashman, Andy Murray

### Soupiska Švédska
| 5. Švédská hokejová reprezentace | 5. Švédská hokejová reprezentace | 5. Švédská hokejová reprezentace |
| Post                             | Hráč                             | Klub                             |
| -------------------------------- | -------------------------------- | -------------------------------- |
| Brankáři                         | Tommy Salo                       | New York Islanders               |
|                                  | Tommy Söderström                 | Djurgårdens IF                   |
|                                  | Johan Hedberg                    | Buton Rouge (ECHL)               |
| Obránci                          | Mattias Norström                 | Los Angeles Kings                |
|                                  | Nicklas Lidström                 | Detroit Red Wings                |
|                                  | Calle Johansson                  | Washington Capitals              |
|                                  | Tommy Albelin                    | Calgary Flames                   |
|                                  | Marcus Ragnarsson                | San Jose Sharks                  |
|                                  | Mattias Öhlund                   | Vancouver Canucks                |
|                                  | Ulf Samuelsson                   | New York Rangers                 |
| Útočníci                         | Daniel Alfredsson                | Ottawa Senators                  |
|                                  | Mikael Renberg                   | Tampa Bay Lightning              |
|                                  | Peter Forsberg                   | Colorado Avalanche               |
|                                  | Andreas Johansson                | Pittsburgh Penguins              |
|                                  | Mats Sundin                      | Toronto Maple Leafs              |
|                                  | Mikael Andersson                 | Tampa Bay Lightning              |
|                                  | Tomas Sandström                  | Anaheim Mighty Ducks             |
|                                  | Ulf Dahlén                       | HV71                             |
|                                  | Michael Nylander                 | Calgary Flames                   |
|                                  | Niklas Sundström                 | New York Rangers                 |
|                                  | Jörgen Jönsson                   | Färjestad BK                     |
|                                  | Patric Kjellberg                 | Djurgårdens IF                   |
|                                  | Mats Lindgren                    | Edmonton Oilers                  |

- Trenéři Kent Forsberg, Barry Smith, Tommy Tomth

### Soupiska USA
| 6. Americká hokejová reprezentace | 6. Americká hokejová reprezentace | 6. Americká hokejová reprezentace |
| Post                              | Hráč                              | Klub                              |
| --------------------------------- | --------------------------------- | --------------------------------- |
| Brankáři                          | Mike Richter                      | New York Rangers                  |
|                                   | John Vanbiesbrouck                | Florida Panthers                  |
|                                   | Guy Herbert                       | Anaheim Mighty Ducks              |
| Obránci                           | Chris Chelios                     | Chicago Blackhawks                |
|                                   | Gary Suter                        | Chicago Blackhawks                |
|                                   | Kevin Hatcher                     | Pittsburgh Penguins               |
|                                   | Bryan Berard                      | New York Islanders                |
|                                   | Derian Hatcher                    | Dallas Stars                      |
|                                   | Brian Leetch                      | New York Rangers                  |
|                                   | Mathieu Schneider                 | Toronto Maple Leafs               |
|                                   | Keith Carney                      | Chicago Blackhawks                |
| Útočníci                          | Adam Deadmarsh                    | Colorado Avalanche                |
|                                   | Jeremy Roenick                    | Phoenix Coyotes                   |
|                                   | Jamie Langenbrunner               | Dallas Stars                      |
|                                   | Bill Guerin                       | Edmonton Oilers                   |
|                                   | Keith Tkachuk                     | Phoenix Coyotes                   |
|                                   | Mike Modano                       | Dallas Stars                      |
|                                   | Brett Hull                        | St. Louis Blues                   |
|                                   | Doug Weight                       | Edmonton Oilers                   |
|                                   | John LeClair                      | Philadelphia Flyers               |
|                                   | Tony Amonte                       | Chicago Blackhawks                |
|                                   | Joel Otto                         | Philadelphia Flyers               |
|                                   | Pat LaFontaine                    | New York Rangers                  |

- Trenéři Ron Wilson, John Cunniff, Paul Holmgren

### Soupiska Běloruska
| 7. Běloruská hokejová reprezentace | 7. Běloruská hokejová reprezentace | 7. Běloruská hokejová reprezentace |
| Post                               | Hráč                               | Klub                               |
| ---------------------------------- | ---------------------------------- | ---------------------------------- |
| Brankáři                           | Andrèj Mezin                       | Flint Generals                     |
|                                    | Alexander Šumidub                  | Chimik-SKA Novopolock              |
|                                    | Leonid Grišukevič                  | Junosť Minsk                       |
| Obránci                            | Oleg Khmyel                        | HK Lada Toljatti                   |
|                                    | Oleg Romanov                       | HK Lada Toljatti                   |
|                                    | Igor Matuškin                      | Bodens IK                          |
|                                    | Sergej Jerkovič                    | Las Vegas Thunder                  |
|                                    | Alexander Alexejev                 | Rungsted Seier Capital             |
|                                    | Ruslan Salej                       | Mighty Ducks of Anaheim            |
|                                    | Alexander Žurik                    | Hamilton Bulldogs                  |
|                                    | Sergej Stas                        | Nürnberg Ice Tigers                |
| Útočníci                           | Alexej Loškin                      | Fredericton Canadiens              |
|                                    | Alexander Andrijevskyj             | Hämeenlinnan Pallokerho            |
|                                    | Viktor Karačun                     | Augsburger Panther                 |
|                                    | Vadim Bekbulatov                   | Severstal Čerepovec                |
|                                    | Andrej Kovalev                     | Krefeld Pinguine                   |
|                                    | Vasilij Pankov                     | HC Slovan Bratislava               |
|                                    | Andrej Skabelka                    | Lokomotiv Jaroslavl                |
|                                    | Alexej Kaljužnyj                   | HK Dynamo Moskva                   |
|                                    | Jevgenij Roščin                    | HKM Zvolen                         |
|                                    | Vladimir Cyplakov                  | Los Angeles Kings                  |
|                                    | Alexander Galčenyuk                | Michigan K-Wings                   |
|                                    | Eduard Zankovets                   | ES Weißwasser                      |
|                                    | Oleg Antoněnko                     | Ak Bars Kazaň                      |

- Trenéři Anatolij Varivončik

### Soupiska Kazachstánu
| 8. Kazachstánská hokejová reprezentace | 8. Kazachstánská hokejová reprezentace | 8. Kazachstánská hokejová reprezentace |
| Post                                   | Hráč                                   | Klub                                   |
| -------------------------------------- | -------------------------------------- | -------------------------------------- |
| Brankáři                               | Vitalij Jeremejev                      | Kazachstán                             |
|                                        | Alexandr Šimin                         | Kazachstán                             |
| Obránci                                | Vladimir Antipin                       | Kazachstán                             |
|                                        | Vitalij Tregubov                       | Kazachstán                             |
|                                        | Andrej Savenkov                        | Kazachstán                             |
|                                        | Igor Zemljanov                         | Kazachstán                             |
|                                        | Alexej Troščinskij                     | Kazachstán                             |
|                                        | Vadim Glovackij                        | Kazachstán                             |
|                                        | Igor Nikitin                           | Kazachstán                             |
|                                        | Andrej Sokolov                         | Kazachstán                             |
| Útočníci                               | Oleg Krjažev                           | Kazachstán                             |
|                                        | Pavel Kamencev                         | Kazachstán                             |
|                                        | Alexandr Koreškov                      | Kazachstán                             |
|                                        | Jevgenij Koreškov                      | Metallurg Magnitogorsk                 |
|                                        | Konstantin Šafranov                    | Kazachstán                             |
|                                        | Michail Borodulin                      | Kazachstán                             |
|                                        | Dmitrij Dudarev                        | Kazachstán                             |
|                                        | Andrej Pčeljakov                       | Kazachstán                             |
|                                        | Igor Dorochin                          | Kazachstán                             |
|                                        | Petr Děvjatkin                         | Kazachstán                             |
|                                        | Erlan Sagymbajev                       | Kazachstán                             |
|                                        | Vladimir Zavjalov                      | Kazachstán                             |

- Trenéři

### Soupiska Německa
| 9. Německá hokejová reprezentace | 9. Německá hokejová reprezentace | 9. Německá hokejová reprezentace |
| Post                             | Hráč                             | Klub                             |
| -------------------------------- | -------------------------------- | -------------------------------- |
| Brankáři                         | Joseph Heiß                      | Kölner Haie                      |
|                                  | Olaf Kölzig                      | Washington Capitals              |
|                                  | Klaus Merk                       | Adler Mannheim                   |
| Obránci                          | Jan Benda                        | Portland Pirates                 |
|                                  | Bradley Bergen                   | Düsseldorfer EG                  |
|                                  | Lars Brüggemann                  | Jacksonville Lizard Kings        |
|                                  | Erich Goldmann                   | Worcester IceCats                |
|                                  | Uwe Krupp                        | Colorado Avalanche               |
|                                  | Daniel Kunce                     | Nürnberg Ice Tigers              |
|                                  | Mirko Lüdemann                   | Kölner Haie                      |
|                                  | Jochen Molling                   | Berlin Capitals                  |
|                                  | Markus Wieland                   | EV Landshut                      |
| Útočníci                         | Thomas Brandl                    | Düsseldorfer EG                  |
|                                  | Benoit Doucet                    | Düsseldorfer EG                  |
|                                  | Peter Draisaitl                  | Kölner Haie                      |
|                                  | Jochen Hecht                     | Adler Mannheim                   |
|                                  | Dieter Hegen                     | Düsseldorfer EG                  |
|                                  | Andreas Lupzig                   | Kölner Haie                      |
|                                  | Mark MacKay                      | Schwenninger Wild Wings          |
|                                  | Reemt Pyka                       | Krefeld Pinguine                 |
|                                  | Jürgen Rumrich                   | Berlin Capitals                  |
|                                  | Marco Sturm                      | San Jose Sharks                  |
|                                  | Stefan Ustorf                    | Berlin Capitals                  |

- Trenéři Dave Prior

### Soupiska Slovenska
| 10. Slovenská hokejová reprezentace | 10. Slovenská hokejová reprezentace | 10. Slovenská hokejová reprezentace |
| Post                                | Hráč                                | Klub                                |
| ----------------------------------- | ----------------------------------- | ----------------------------------- |
| Brankáři                            | Igor Murín                          | HK Dukla Trenčín                    |
|                                     | Pavol Rybár                         | HK 36 Skalica                       |
|                                     | Miroslav Šimonovič                  | HC Košice                           |
| Obránci                             | Ivan Droppa                         | HC Košice                           |
|                                     | Stanislav Jasečko                   | HC Košice                           |
|                                     | Miroslav Mosnár                     | HC Slovan Bratislava                |
|                                     | Ľubomír Sekeráš                     | HC Železárny Třinec                 |
|                                     | Róbert Švehla                       | Florida Panthers                    |
|                                     | Ján Varholík                        | HC Košice                           |
|                                     | Ľubomír Višňovský                   | HC Slovan Bratislava                |
| Útočníci                            | Peter Bondra                        | Washington Capitals                 |
|                                     | Zdeno Cíger –                       | HC Slovan Bratislava                |
|                                     | Jozef Daňo                          | HC Železárny Třinec                 |
|                                     | Oto Haščák                          | HC ZPS Barum Zlín                   |
|                                     | Branislav Jánoš                     | HC ZPS Barum Zlín                   |
|                                     | Ľubomír Kolník                      | HC Slovan Bratislava                |
|                                     | Roman Kontšek                       | HK Dukla Trenčín                    |
|                                     | Ján Pardavý                         | HK Dukla Trenčín                    |
|                                     | Róbert Petrovický                   | Worcester IceCads (AHL)             |
|                                     | Vlastimil Plavucha                  | HC Košice                           |
|                                     | Peter Pucher                        | HC Košice                           |
|                                     | Karol Ruzsnyák                      | HC Slovan Bratislava                |
|                                     | Roman Stantien                      | HC Slovnaft Vsetín                  |

- Trenéři Ján Šterbák, František Hossa

### Soupiska Francie
| 11. Francouzská hokejová reprezentace | 11. Francouzská hokejová reprezentace | 11. Francouzská hokejová reprezentace |
| Post                                  | Hráč                                  | Klub                                  |
| ------------------------------------- | ------------------------------------- | ------------------------------------- |
| Brankáři                              | François Gravel                       | Hannover Scorpions                    |
|                                       | Cristobal Huet                        | Brûleurs de Loups de Grenoble         |
|                                       | Fabrice Lhenry                        | Frankfurt Lions                       |
| Obránci                               | Karl Dewolf                           | Gothiques d'Amiens                    |
|                                       | Serge Djelloul                        | EC Graz                               |
|                                       | Gregory Dubois                        | Gregory Dubois                        |
|                                       | Jean-Christophe Filippin              | Reims                                 |
|                                       | Jean-Philippe Lemoine                 | Frankfurt Lions                       |
|                                       | Denis Perez                           | Rouen                                 |
|                                       | Serge Poudrier                        | Hannover Scorpions                    |
|                                       | Christian Pouget                      | Adler Mannheim                        |
| Útočníci                              | Richard Aimonetto                     | Chamois de Chamonix                   |
|                                       | Pierre Allard                         | Brûleurs de Loups de Grenoble         |
|                                       | Stéphane Barin                        | Brûleurs de Loups de Grenoble         |
|                                       | Philippe Bozon                        | Adler Mannheim                        |
|                                       | Arnaud Briand                         | Reims                                 |
|                                       | Roger Dubé                            | Kassel Huskies                        |
|                                       | Laurent Gras                          | Chamois de Chamonix                   |
|                                       | Anthony Mortas                        | Reims                                 |
|                                       | Robert Ouellet                        | Brûleurs de Loups de Grenoble         |
|                                       | François Rozenthal                    | Gothiques d'Amiens                    |
|                                       | Maurice Rozenthal                     | Gothiques d'Amiens                    |
|                                       | Jonathan Zwikel                       | Reims                                 |

- Trenéři Herb Brooks, James Tibbetts

### Soupiska Itálie
| 12. Italská hokejová reprezentace | 12. Italská hokejová reprezentace | 12. Italská hokejová reprezentace |
| Post                              | Hráč                              | Klub                              |
| --------------------------------- | --------------------------------- | --------------------------------- |
| Brankáři                          | Mario Brunetta                    | Eisbären Berlín                   |
|                                   | David Delfino                     | Kölner Haie                       |
|                                   | Mike Rosati                       | Adler Mannheim                    |
| Obránci                           | Chris Bartolone                   | Krefeld Pinguine                  |
|                                   | Chad Biafore                      | Eisbären Berlín                   |
|                                   | Mike DeAngelis                    | Reno Rage (WCHL)                  |
|                                   | Leo Insam                         | Düsseldorfer EG                   |
|                                   | Bob Nardella                      | Chicago Wolves                    |
|                                   | Robert Oberrauch                  | HC Bolzano                        |
|                                   | Larry Rucchin                     | Düsseldorfer EG                   |
| Útočníci                          | Patrick Brugnoli                  | Gherdëina                         |
|                                   | Markus Brunner                    | Meran/Merano                      |
|                                   | Giuseppe Busillo                  | Kölner Haie                       |
|                                   | Mario Chitaroni                   | Eisbären Berlín                   |
|                                   | Dino Felicetti                    | Fassa                             |
|                                   | Stefano Figliuzzi                 | ESV Kaufbeuren                    |
|                                   | Maurizio Mansi                    | Val Pusteria (Brunico)            |
|                                   | Stefano Margoni                   | Fassa                             |
|                                   | Gaetano Orlando                   | SC Bern                           |
|                                   | Martin Pavlů                      | HC Bolzano                        |
|                                   | Roland Ramoser                    | EC Kassel Huskies                 |
|                                   | Lucio Topatigh                    | HC Bolzano                        |
|                                   | Bruno Zarrillo                    | Kölner Haie                       |

- Trenéři Adolf Insam

### Soupiska Japonska
| 13. Japonská hokejová reprezentace | 13. Japonská hokejová reprezentace | 13. Japonská hokejová reprezentace |
| Post                               | Hráč                               | Klub                               |
| ---------------------------------- | ---------------------------------- | ---------------------------------- |
| Brankáři                           | Shinichi Iwasaki                   | neznámá vlajka                     |
|                                    | Jiro Nihei                         | neznámá vlajka                     |
|                                    | Dusty Imoo                         | neznámá vlajka                     |
| Obránci                            | Hirojuki Miura                     | neznámá vlajka                     |
|                                    | Atsuo Kudoh                        | neznámá vlajka                     |
|                                    | Takeshi Yamanaka                   | neznámá vlajka                     |
|                                    | Takayuki Kobori                    | neznámá vlajka                     |
|                                    | Tatsuki Katayama                   | neznámá vlajka                     |
|                                    | Yutaka Kawaguchi                   | neznámá vlajka                     |
|                                    | Takayuki Miura                     | neznámá vlajka                     |
| Útočníci                           | Steven Ken Tsujiura                | neznámá vlajka                     |
|                                    | Akihito Sugisawa                   | neznámá vlajka                     |
|                                    | Tsutsumi Otomo                     | neznámá vlajka                     |
|                                    | Toshiyuki Sakai                    | neznámá vlajka                     |
|                                    | Makoto Kawahira                    | neznámá vlajka                     |
|                                    | Yuji Iga                           | neznámá vlajka                     |
|                                    | Kunihiko Sakurai                   | neznámá vlajka                     |
|                                    | Shin Yahata                        | neznámá vlajka                     |
|                                    | Hiroshi Matsuura                   | neznámá vlajka                     |
|                                    | Kiyoshi Fujita                     | neznámá vlajka                     |
|                                    | Yoshikazu Kabayama                 | neznámá vlajka                     |
|                                    | Ryan Kuwabara                      | neznámá vlajka                     |
|                                    | Chris Yule                         | neznámá vlajka                     |

- Trenéři

### Soupiska Rakouska
| 14. Rakouská hokejová reprezentace | 14. Rakouská hokejová reprezentace | 14. Rakouská hokejová reprezentace |
| Post                               | Hráč                               | Klub                               |
| ---------------------------------- | ---------------------------------- | ---------------------------------- |
| Brankáři                           | Claus Dalpiaz                      | Sportbund DJK Rosenheim            |
|                                    | Reinhard Divis                     | VEU Feldkirch                      |
| Obránci                            | Herbert Hohenberger                | Kölner Haie                        |
|                                    | Michael Lampert                    | VEU Feldkirch                      |
|                                    | Dominic Lavoie                     | VEU Feldkirch                      |
|                                    | Engelbert Linder                   | Villacher SV                       |
|                                    | Tom Searle                         | VEU Feldkirch                      |
|                                    | Martin Ulrich                      | VEU Feldkirch                      |
|                                    | Gerhard Unterluggauer              | Villacher SV                       |
| Útočníci                           | Christoph Brandner                 | Kapfenberger SV                    |
|                                    | Martin Hohenberger                 | Villacher SV                       |
|                                    | Dieter Kalt                        | Adler Mannheim                     |
|                                    | Wolfgang Kromp                     | Villacher SV                       |
|                                    | Normand Krumpschmid                | Videň EV                           |
|                                    | Rick Nasheim                       | VEU Feldkirch                      |
|                                    | Christian Perthaler                | Klagenfurter AC                    |
|                                    | Patrick Pilloni                    | Klagenfurter AC                    |
|                                    | Gerhard Puschnik                   | VEU Feldkirch                      |
|                                    | Gerald Ressmann                    | Klagenfurter AC                    |
|                                    | Mario Schaden                      | Klagenfurter AC                    |
|                                    | Simon Wheeldon                     | VEU Feldkirch                      |

- Trenéři Ron Kennedy

## Reprezentační dresy
| Bělorusko | Kanada   | Finsko     | Francie |
| --------- | -------- | ---------- | ------- |
|           |          |            |         |
| Itálie    | Japonsko | Kazachstán | Rusko   |
|           |          |            |         |
| Slovensko | Švédsko  | Česko      | Německo |
|           |          |            |         |
| USA       | Rakousko |            |         |
|           |          |            |         |